# Гуськов, Геннадий Яковлевич
Генна́дий Я́ковлевич Гусько́в (25 сентября 1918, Кошибеево, Тамбовская губерния — 30 апреля 2002, Москва) — советский учёный в области микроэлектроники и вычислительной техники, генеральный конструктор космических систем, генеральный директор НПО «Элас» и НИИ микроприборов, Герой Социалистического Труда (1961), лауреат Ленинской премии (1974) и Сталинской премии второй степени (1951), член президиума научно-технического Совета Российского авиационно-космического агентства, заведующий кафедрой МФТИ, член-корреспондент АН СССР (с 1984) и РАН (с 1991), действительный член 11 зарубежных академий.

## Биография

Могила Гуськова на Новодевичьем кладбище Москвы.

Родился 25 сентября 1918 года в селе Кошибеево Елатомского уезда Тамбовской губернии (ныне в Рязанской области), в крестьянской семье. В малолетнем возрасте, вместе с семьёй, переехал в подмосковный город Звенигород, где окончил 10 классов школы.
В 1944 году, по возвращении из эвакуации, где он работал на оборонном заводе в удмуртском городе Сарапуле, Г. Я. Гуськов закончил Московский энергетический институт (радиотехнический факультет), после чего поступил на работу в секретное НИИ-108, занимающееся разработками в области радиолокации.
В конце 1940-х годов, в соавторстве с А. А. Расплетиным, Е. Н. Майзельсом, М. Т. Цукерманом и Н. Н. Алексеевым, разработал станцию наземной артиллерийской разведки (СНАР-1), за что, в 1951 году, весь коллектив был удостоен Сталинской премии второй степени.
С 1955 года тематика НИИ-108 стала смыкаться с космической областью, и Гуськов стал заниматься созданием системы радиоуправления для ракет Р-7, участвовал в разработке «лунной» и «марсианской» программ.
В 1958 году, как заместитель главного конструктора СКБ-567, занимался созданием телеметрической аппаратуры и радиотехнических систем дальнего космоса и космической связи, участвовал в разработке и внедрении проекта первого радиотехнического комплекса дальней космической связи «Плутон» на базе антенны АДУ-1000.
Работы Гуськова внесли значительный вклад в космическую программу СССР, и после полёта Ю. А. Гагарина в космос, в 1961 году, Геннадий Яковлевич был удостоен высокого звания Героя Социалистического Труда.
С 1967 года и до конца жизни руководил научно-исследовательским институтом микроприборов (НИИМП, с 1975 года — НПО «Элас»). Являлся заведующим кафедрой систем, устройств и методов геокосмической физики Московского физико-технического института.
За работы в области микроэлектроники, в частности — микроминиатюризация радиоэлектронной аппаратуры, в 1974 году, удостоен Ленинской премии за достижения в электронике.

Мемориальная доска у проходной НПО «Элас» в Зеленограде

В 1976 году, «за выдающийся вклад в практическую космонавтику», НПО «Элас» было награждено орденом Ленина, тогда Гуськов занимался созданием перспективной космической системы наблюдения оборонного назначения, бортового центрального вычислительного комплекса, функциональных космических телекоммуникационных систем.
Также известен как разработчик и организатор производства связной техники для различных родов войск, локационной техники различного уровня, телеметрической аппаратуры, наземных и бортовых вычислительных комплексов для космической техники. Главным делом его жизни было создание функциональной микроэлектроники, нашедшей широкое применение в создании ракетно-космического щита СССР, а после и России.
Умер 30 апреля 2002 года. Похоронен в Москве, на Новодевичьем кладбище.

## Награды и звания
- Заслуженный деятель науки и техники РСФСР;
- Сталинская премия второй степени (1951);
- Ленинская премия (1974) за вклад в организацию Научного центра микроэлектроники, формирование и развитие науки и промышленности Зеленограда в составе коллектива (Валиев К. А., Ливинцев Л. Н., Малинин А. Ю., Савин В. В.)[4].;
- Герой Социалистического Труда (1961);
- Орден Ленина (1961);
- Благодарность Президента Российской Федерации (20 октября 1998 года) — за большой личный вклад в создание ракетно-космической техники[5].
- Почётная грамота Правительства Российской Федерации (25 сентября 1998 года) — за большой личный вклад в развитие ракетно-космической техники и в связи с 80-летием со дня рождения[6]

## Память
- В честь Г. Я. Гуськова в Зеленограде названа одна из улиц, установлена мемориальная доска.